# Marianne Merchez
Marianne Merchez (25 de octubre de 1960 en Uccle, Bruselas) es una médica belga, de la Universidad Católica de Lovaina y ex-astronauta de la Agencia Espacial Europea.

## Biografía
Doctora en medicina por la Universidad Católica de Lovaina, certificada tanto  en medicina aeroespacial como en medicina industrial. Tiene además licencia de piloto de transporte aéreo belga por la Escuela de Aviación Civil. 
Es aficionada a  la música clásica, senderismo y ciclismo.
Se casó con el ex-astronauta italiano de la ESA Maurizio Cheli con quien coescribió el libro Tutto in un istante: le decisioni che tracciano il viaggio di una vita.

## Trayectoria profesional

### Como astronauta
En 1992 Merchez fue la única mujer astronauta europea seleccionada por la Agencia Espacial Europea (ESA). Pero por cuestiones familiares unos años más tarde y antes de haber realizado vuelo alguno dejó la Agencia Espacial.
De la Agencia Espacial Europea 27 astronautas han viajado a la Estación Espacial Internacional desde 2001 y solo dos de ellos han sido mujeres, la francesa Claudie Haignere y la italiana Samantha Cristoforetti.

### Como doctora
Merchez tiene experiencia como asesora en factores humanos, las relaciones humanas y la comunicación. Se ha formado en terapia sistémica e hipnosis para mejorar situaciones personales y profesionales diarias.